# Bharat Ratna

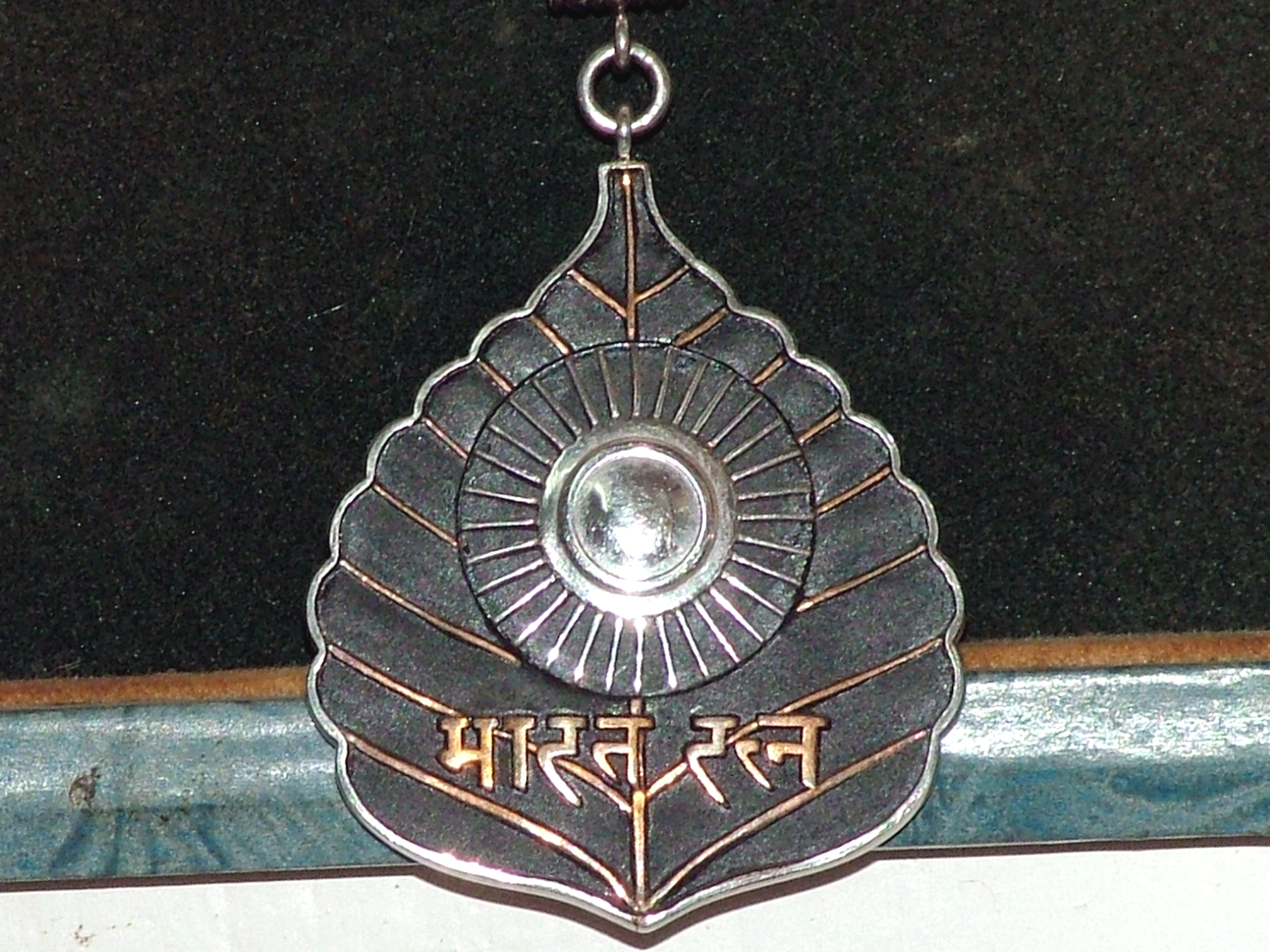

Der Bharat Ratna (Hindi भारत रत्‍न, „Juwel von Indien“) ist der höchste zivile Verdienstorden in Indien und wird nur in Anerkennung höchster Verdienste verliehen. Die Medaille mit einem Durchmesser von 35 mm trägt eine Sonne sowie den Schriftzug Bharat Ratna in Devanagari (u. a. Hindi). Sie ist von einem Blütenkranz umgeben.
1954 wurde der Orden zum ersten Mal verliehen. Er war zunächst nicht für postume Verleihungen vorgesehen (was erklärt, dass er nicht an Mahatma Gandhi verliehen wurde), doch wurde dies später geändert. Zunächst war er nur für Inder gedacht, doch später erhielten 1980 auch die eingebürgerte Mutter Teresa und dann auch zwei Nicht-Inder, 1988 Khan Abdul Ghaffar Khan und 1990 Nelson Mandela, den Orden.

## Liste der Ordensträger
| Name                                              | Jahr | Verleihung | Anmerkung                                               |
| ------------------------------------------------- | ---- | ---------- | ------------------------------------------------------- |
| S. Radhakrishnan (1888–1975)                      | 1954 |            | Politiker, Religionsphilosoph                           |
| C. Rajagopalachari (1878–1972)                    | 1954 |            | Politiker, Freiheitskämpfer                             |
| C. V. Raman (1888–1970)                           | 1954 |            | Wissenschaftler (Physiker), Nobelpreisträger            |
| Bhagwan Das (1869–1958)                           | 1955 |            | Politiker                                               |
| M. Visvesvaraya (1861–1962)                       | 1955 |            | Ingenieur                                               |
| Jawaharlal Nehru (1889–1964)                      | 1955 |            | Politiker, Freiheitskämpfer                             |
| Govind Ballabh Pant (1887–1961)                   | 1957 |            | Politiker, Freiheitskämpfer                             |
| Dhondo Keshav Karve (1858–1962)                   | 1958 |            | Sozialreformer                                          |
| Bidhan Chandra Roy (1882–1962)                    | 1961 |            | Politiker, Freiheitskämpfer, Wissenschaftler (Physiker) |
| Purushottam Das Tandon (1882–1962)                | 1961 |            | Politiker                                               |
| Rajendra Prasad (1884–1963)                       | 1962 |            | Politiker                                               |
| Zakir Hussain (1897–1969)                         | 1963 |            | Politiker                                               |
| Pandurang Vaman Kane (1880–1972)                  | 1963 |            | Geisteswissenschaftler (Indologe)                       |
| Lal Bahadur Shastri (1904–1966)                   | 1966 | postum     | Politiker, Freiheitskämpfer                             |
| Indira Gandhi (1917–1984)                         | 1971 |            | Politikerin                                             |
| V. V. Giri (1894–1980)                            | 1975 |            | Politiker                                               |
| K. Kamaraj (1903–1975)                            | 1976 | postum     | Politiker                                               |
| Agnes Gonxha Bojaxhiu (Mutter Teresa) (1910–1997) | 1980 |            | Ordensschwester, Mutter Teresa, Nobelpreisträgerin      |
| Vinoba Bhave (1895–1982)                          | 1983 | postum     | Politiker, Freiheitskämpfer                             |
| Khan Abdul Ghaffar Khan (1890–1988)               | 1987 |            | Politiker, Freiheitskämpfer                             |
| M. G. Ramachandran (1917–1987)                    | 1988 | postum     | Politiker, Schauspieler                                 |
| Bhimrao Ramji Ambedkar (1891–1956)                | 1990 | postum     | Politiker, Rechtsanwalt, Sozialreformer                 |
| Nelson Mandela (1918–2013)                        | 1990 |            | Politiker, Freiheitskämpfer                             |
| Rajiv Gandhi (1944–1991)                          | 1991 | postum     | Politiker                                               |
| Vallabhbhai Patel (1875–1950)                     | 1991 | postum     | Politiker, Freiheitskämpfer                             |
| Morarji Desai (1896–1995)                         | 1991 |            | Politiker                                               |
| Abul Kalam Azad (1888–1958)                       | 1992 |            | Politiker, Freiheitskämpfer, Schriftsteller             |
| J. R. D. Tata (1904–1993)                         | 1992 |            | Geschäftsmann                                           |
| Satyajit Ray (1921–1992)                          | 1992 |            | Filmregisseur                                           |
| A. P. J. Abdul Kalam (1931–2015)                  | 1997 |            | Wissenschaftler, Raketeningenieur, Politiker            |
| Gulzarilal Nanda (1898–1998)                      | 1997 |            | Politiker                                               |
| Aruna Asaf Ali (1909–1996)                        | 1997 | postum     | Freiheitskämpferin                                      |
| M. S. Subbulakshmi (1916–2004)                    | 1998 |            | Sängerin                                                |
| C. Subramaniam (1910–2000)                        | 1998 |            | Politiker                                               |
| Jayaprakash Narayan (1902–1979)                   | 1998 |            | Politiker, Freiheitskämpfer                             |
| Ravi Shankar (1920–2012)                          | 1999 |            | Musiker                                                 |
| Amartya Sen (* 1933)                              | 1999 |            | Wirtschaftswissenschaftler, Philosoph, Nobelpreisträger |
| Gopinath Bordoloi (1890–1950)                     | 1999 | postum     | Politiker, Freiheitskämpfer                             |
| Lata Mangeshkar (1929–2022)                       | 2001 |            | Sängerin                                                |
| Bismillah Khan (1916–2006)                        | 2001 |            | Musiker                                                 |
| Bhimsen Joshi (1922–2011)                         | 2009 |            | Sänger                                                  |
| C. N. R. Rao (* 1934)                             | 2014 |            | Wissenschaftler (Chemiker)                              |
| Sachin Tendulkar (* 1973)                         | 2014 |            | Cricketspieler                                          |
| Atal Bihari Vajpayee (1924–2018)                  | 2015 |            | Politiker, ehemaliger Ministerpräsident                 |
| Madan Mohan Malaviya (1861–1946)                  | 2015 | postum     | Politiker, Unabhängigkeitsaktivist, akademischer Lehrer |
| Pranab Mukherjee (1935–2020)                      | 2019 |            | Politiker                                               |
| Bhupen Hazarika (1926–2011)                       | 2019 | postum     | Künstler                                                |
| Nanaji Deshmukh (1916–2010)                       | 2019 | postum     | Sozialaktivist                                          |

### Statistik
Bis 2014 wurde der Orden an 43 Personen verliehen, davon an 27 Politiker, fünf Wissenschaftler, drei Sänger, zwei Musiker und sechs weitere Personen verschiedener Berufung. Neun Personen wurden postum Ordensträger.
Verleihung an Nichtinder:
1. 1990: Nelson Mandela – Südafrika

Verleihung an Indische Staatsbürger, die aber nicht im heutigen Indien geboren sind:
1. 1980: Mutter Teresa – Osmanisches Reich, heute Mazedonien
2. 1987: Khan Abdul Ghaffar Khan – Khyber Pakhtunkhwa, damals Indien, heute Pakistan
3. 1988: M. G. Ramachandran – Sri Lanka
4. 1992: J. R. D. Tata – Paris, Frankreich

Verleihung an bisher fünf Frauen:
1. 1971: Indira Gandhi
2. 1980: Mutter Teresa
3. 1997: Aruna Asaf Ali
4. 1998: M. S. Subbulakshmi
5. 2001: Lata Mangeshkar